# 水間友美
水間 友美（みずま ともみ、1990年〈平成2年〉6月26日 - ）は、日本の女性声優。マウスプロモーション所属。茨城県出身。

## 経歴
元々オタクであり、子供の時は少女漫画が好きで、将来は少女漫画家になろうと考えていた。しかし顔しか描けなかったため断念し、中学生くらいのころに「目立ちたい」と思うようになった。
それまでは絵を描いているほうが楽しいような子供であり、「人前に出たいな、演技がしたいな」と思っていた時に少年漫画誌で連載された好きだった作品のアニメを観始めて職業としての声優を意識した。
日本工学院専門学校声優・俳優科を経て、マウスプロモーション付属養成所の第27期生となる。2014年4月よりマウスプロモーションに所属。
専門学校時代では学内の自主制作アニメやWeb動画番組の他、テレビ番組やテレビアニメへの出演を経験。ラジオ『アニメ探偵団3』のパーソナリティを約2年担当した。また、2012年11月より開催された『週刊ファミ通』を代表する読者モデルを決める『第3回ゲーマーズエンジェルコンテスト』最終選考9組に残る。

## 人物
- 事務所の同期には桑原由気、高野麻里佳、高井舞香がいる[8]。
- 特技は舌先を3つにわけること[4]。
- 『ポップンミュージック』シリーズ、『ダンスダンスレボリューション』シリーズなどの音楽ゲームが好き[4]。
- ハイキング（登山）が趣味でTwitterやInstagramにも高原や山の写真を数多くアップしている。

## 出演
太字はメインキャラクター。

### テレビアニメ
2010年
- たちゅまる劇場（ガッチャペン）

2012年
- アイカツ!（2012年 - 2015年、柚葉めい、ファン）

2017年
- 終末なにしてますか? 忙しいですか? 救ってもらっていいですか?（ティアット）
- 王室教師ハイネ（女の子）
- 18if（アイリのいとこ、子供達）
- てーきゅう（軽音部R、茶道部、清澄白河）
- ゲーマーズ!（生徒会役員B）

2018年
- アイカツスターズ!（記者）
- 重神機パンドーラ（ミン・ファン、子供）
- こみっくがーるず（女子高生）
- ラストピリオド -終わりなき螺旋の物語-（オルデン）
- ムヒョとロージーの魔法律相談事務所（バレー部員(2)）
- ISLAND
- ユリシーズ ジャンヌ・ダルクと錬金の騎士（フェイ族C）

2019年
- パパだって、したい（女子A、油井まな）
- アイカツフレンズ!〜かがやきのジュエル〜（猫）

2020年
- 異種族レビュアーズ（メガロ）
- どうしても干支にはいりたい2（タヌキ）

2023年
- アイドルマスター シンデレラガールズ U149（女性客）

### Webアニメ
- 雨のしずく（2010年、しずく）[10]
- マウスどうぶつえん（2017年 - 、タヌキのともみ）
- 衛宮さんちの今日のごはん（2018年、子供）
- マウスどうぶつえん名作劇場（2020年、タヌキのともみ）

### ゲーム
時期不明
- 必殺仕事人〜お仕置きコレクション〜（瑞名芳絵、綾瀬保奈美）
- 白猫プロジェクト（イグニ）
- 白猫テニス（パレット）
- ユバの徴（ナナミ・ナセジ）
- 天空のクラフトフリート（ツクモ）
- 御城プロジェクト:RE（鹿野城、志自岐原城、原城）
- 麻雀闘牌コロシアム（スカリー）
- ゴシックは魔法乙女〜さっさと契約しなさい!〜（ユンユン）
- ルナプリ from 天使帝國（エノン）
- ウチの姫さまがいちばんカワイイ（レスト・バカンス）
- 放置少女〜百花繚乱の萌姫たち〜（荀彧、楽進、白起〈初代〉、武田信玄）
- メリーガーランド（イザナ、マチ、コットン）

2010年代
- VBX（2017年、桜坂春）

2020年代
- ラストピリオド -終わりなき螺旋の物語-（2020年、オルデン）
- モンスターストライク（2021年、はつね）
- 戦場のフーガ（2012年、ハック・モンブラン）
- マブラヴ：ディメンションズ（2023年、カティア・ヴァルトハイム）

### ドラマCD
- MAUSU THEATER

### 吹き替え

#### 映画
- マレフィセント2[15]（2019年）
- ライオン・キング（2019年、ハネジネズミ〈ジョッシュ・マクラリー〉）

#### アニメ
- ちいさなプリンセスソフィア（2017年、ストーミー、ハイディ）
- ライオン・ガード（2017年、ハム）
- ザ・シンプソンズ（2022年、マーティン・プリンス〈2代目〉）

### キャラクター
- ハローキティといっしょ!×嫁コレ キティラーファイブオーディション オリジナル超キティラー（蘭道鈴）[16]
- ヒーローズプレイスメント（浜茄子ルッコ）[17]

### ラジオドラマ
- クルマ声優バラエティ はる学自動車部 ラジオドラマ（渋川井かほ / HiBiKi Radio Station / 2013年7月4日 - 11月28日）[18]
- A-KOE 異世界で孤児院を開いたけど、なぜか誰一人巣立とうとしない件（シー[19] / A-KOE / 2018年6月15日 - 9月14日）

### ラジオ
※太字は現在放送中。
- アニメ探偵団3（高知放送・和歌山放送：2012年4月8日 - 2014年5月4日）[7][20]
- WEBたん。（上記「アニメ探偵団3」のYouTube配信ラジオ：2012年4月11日 - 2014年3月7日）[21]
- 小野坂昌也の10年つづくラジオ（ラジオ関西：2015年7月10日 - 2017年3月31日） [22]
- 水間友美の本気!アニラブ（超!A&G+：2015年10月8日 - 2016年3月28日）[23]
- みずゅ＆まりのBACOラジ（Rakuten.FM：2016年11月1日 - 2017年8月22日）[24]

### インターネットテレビ
- ZAKKURI（YouTube / 2010年）[25]
- ファミ通LIVE 第3回ゲーマーズエンジェル候補アピール生放送！（ニコニコ生放送 / 2012年12月18日）
- ファミ通LIVE 三代目ゲーマーズエンジェルオーディションスペシャル！（ニコニコ生放送 / 2012年12月26日）
- ゲームのがっこう（ニコニコ生放送 / 2013年10月15日）[26]

### テレビ
- 『アニメの中の人』アシスタント（BS11 / 2010年2月27日 - 3月20日）[27]
- 土曜ワイド劇場『法医学教室の事件ファイル（35）』 エキストラ（テレビ朝日系列 / 2012年12月01日）
- 『幸せの時間』エキストラ（CX系列 / 2012年）
- 『so long！』エキストラ（日テレ / 2013年2月）
- 『連続ドラマW 女と男の熱帯』エキストラ（WOWOW / 2013年）

### 舞台
- 03-ゴールデン劇場『ラストスクラム〜ノーサイドのホイッスルがきこえない〜』（淳子 / 劇場MOMO / 2013年10月30日 - 2013年11月10日）[28]

### キャスター
- 週刊宇宙天気ニュース（2010年10月22日号〈10月13日〜10月20日〉No.37 - 2012年3月23日号〈3月15日〜3月21日〉No.107）[29]

### ラジオCD
- はる学自動車部 on AIR RADIO（2014年）[30]

### DVD
- カラ☆アニ2010（日本工学院専門学校体験入学配布DVD / 2010年）[31]

## 雑誌媒体

### 雑誌
- 週刊ファミ通（No.1252〈2012年12月13･20日合併号〉 - No.1255〈2013年1月3･10･17日合併号〉）

### パンフレット
- 日本工学院　医療カレッジ[25]